# Vibilius
Vibilius (auch Weibel) war ein im frühen 1. Jahrhundert n. Chr. lebender Anführer der Hermunduren, der einige Jahre nach 18 n. Chr. die kurzzeitige Königsherrschaft des Gotonenanführers Catualda über die Markomannen des von Catualda vertriebenen Marbods beseitigte und daraufhin wohl kurzzeitig selbst als markomannischer König regierte.
Der Name des Vibilius wurde in der Forschung verschiedentlich behandelt und gedeutet. Jacob Grimm stellte den Namen zu altdeutsch Weibel = „Gerichtsbote“. Gustav Kossinna deutete als an einem Tiernamen angelehnt in Anbindung zu althochdeutsch wībil = „Käfer“, wohingegen Rudolf Much den Namen für ungermanisch bewertete und ihn zu lateinischen Namen und Sprache stellte. Etabliert hat sich die Grimm'sche Deutung.